# 鳥取柔三郎
鳥取 柔三郎（とっとり じゅうさぶろう、1859年3月9日（安政6年2月5日） - 没年不明）は、日本の実業家、篤農家。讃岐農工銀行監査役。讃岐土管取締役。族籍は香川県平民。

## 人物
讃岐国（現・香川県）出身。鳥取為三郎の二男。1875年、分家した。住所は香川県三豊郡笠田村。

## 家族・親族
鳥取家
- 妻・イク（1867年 - ?）[1]
- 長男・富士男（1886年 - ?、農業、香川県多額納税者[4]、1933年、家督を相続[4]）
- 男・義兵（1890年 - ?）[1]
- 三男・宗三郎（1893年 - ?、大西スマの死跡を相続）[1]
- 長女（1895年 - ?、香川、村井八十治の妻）[1]
- 孫